# Serge Troubetzkoï
Le prince Serge Petrovitch Troubetzkoï, né à Nijni Novgorod le 29 août 1790 (9 septembre dans le calendrier grégorien) et mort à Moscou le 22 novembre 1860 (4 décembre dans le calendrier grégorien), est un militaire russe, connu pour être l'un des organisateurs de l'insurrection décabriste,.

## Biographie

### Carrière militaire
Serge Troubetzkoï fait partie de la famille Troubetskoï par son père, le prince Pierre Sergueïevitch Troubetzkoï (1760–1817). Sa mère Daria Bagration Gruzinski est la fille du prince géorgien Alexandre Bakarovitch de Géorgie.
Troubetzkoï suit les cours de l'université d'État de Moscou avant d'entrer en 1808 à la garde impériale. Il participe aux campagnes de la Sixième Coalition entre 1812 et 1814 (bataille de la Moskova, de Maloyaroslavets, de Lützen, de Bautzen, de Kulm). Il est sérieusement blessé à la bataille de Leipzig (1813). Il est fait colonel en 1821.

### Complot décembriste
Après la guerre, Troubetzkoï devient franc-maçon. Il fonde en 1816 et en 1819 deux groupes annonçant déjà la formation du complot décembriste. Le but de ces deux groupes, largement liés aux francs maçons, était une amélioration progressive de l'Empire russe. Cependant, les revendications des décembristes (abolition du servage, obtention d'une constitution...) n'y sont pas encore. En 1819 il part à l'étranger pour un traitement médical. À son retour en 1821, il découvre que son groupe est dissous.
À la différence d'autres décembristes, comme Kondrati Ryleïev et Pavel Ivanovitch Pestel, souhaitant une révolution, l'exécution de l'empereur et la mise en place d'une république, Troubetzkoï préférait mettre en place une monarchie constitutionnelle. Il est présenté comme un des meneurs de l’insurrection, mais refuse finalement de se rendre sur la place du sénat, pressentant l'échec de la révolte. Il est arrêté dans les appartements de l'ambassadeur de l’empire d'Autriche, Lebzeltern.

### Exil
Troubetzkoï est d'abord condamné à mort puis envoyé à vie à la katorga de Nertchinsk. Sa femme, Catherine Laval, décide de l'accompagner. Son courage (elle renonça à sa fortune et ses privilèges pour la dure vie du bagne) fut célébré dans un poème de Nikolaï Nekrassov. En 1839, elle est autorisée à vivre dans le gouvernement d'Irkoutsk, où elle meurt en 1854.
En 1856, les décembristes survivants sont graciés. Troubetzkoï retourne vivre à Moscou et écrit ses mémoires, qui sont publiés pour la première fois en 1863 par Alexandre Herzen à Londres.